# Marcela del Río
Marcela del Río Reyes (Ciudad de México, 30 de mayo de 1932 - ibíd, 1 de abril de 2022) fue una poeta, dramaturga y narradora mexicana.

## Semblanza biográfica
Nacida en el seno de una familia de escritores, Marcela del Río muestra gran interés en la poesía desde temprana edad y recibe su primer premio de escritura a los 14 años. Inicia su carrera profesional a los 17 años como periodista de la revista Féminas que su madre, María Aurelia Reyes, dirige. En ella se desempeña como entrevistadora y crítica de teatro y opéra, labor que continuará en la revista Continente (de 1958 a 1968) y en el periódico Novedades (en 1977).
Se une a la carrera de Lengua y Literaturas Hispánicas en la Facultad de Filosofía y Letras (FFyL) de la Universidad Nacional Autónoma de México (UNAM). Más tarde, realiza estudios de Arte Teatral en el Instituto Nacional de Bellas Artes (INBA), de Arte Dramático en la Academia Cinematográfica de México y de Actuación en la Escuela de Artes Dramáticas del dramaturgo japonés Seki Sano. Actúa en el escenario por dos años. Posteriormente, parte a Irvine, Estados Unidos, donde recibe el grado de Doctora de Filosofía por la Universidad de California.
En 1965 ingresa como becaria por un año en el Centro Mexicano de Escritores (CME).
En 2019, su novela La cripta del espejo es reeditada dentro de la colección Vindictas de la Dirección General de Publicaciones de la UNAM, junto con otras obras de autoras contemporáneas como, Luisa Josefina Hernández y Tita Valencia.

## Otras actividades
Marcela del Río ha sido docente en el Centro de Iniciación Artística, En la Escuela de Arte Teatral del INBA y en la Escuela de Escritores de la Sociedad General de Escritores de México (SOGEM). Adicionalmente, ha impartido cursos en la Universidad de Florida Central luego de su partida hacia el país norteamericano, en 1990.
La dramaturga fue nombrada agregada cultural en dos ocasiones para las Embajadas de México. La primera en la desaparecida Checoslovaquia (de 1972 a 1977) y la segunda en Bélgica (de 1980 a 1983). También fue designada para encabezar la Unidad de Relaciones Internacionales de la Secretaría de Educación Pública (SEP), de 1977 a 1980.
Marcela Reyes del Río es sobrina nieta del también poeta y diplomático mexicano Alfonso Reyes. En su estancia en el CME fue alumna de Juan Rulfo, Juan José Arreola y Francisco Monte, además de haber sido becada para cursos de pintura con Diego Rivera

## Obra

### Teatro
- Fraude a la tierra (1957)
- Miralina (1965)
- El Pulpo, tragedia de los hermanos Kennedy (1970)
- El hijo de trapo. Claudia y Arnot (1971)
- La tercera cara de la luna (1973)
- En las manos de uno (1974)
- Entre hermanos (1974)
- La telaraña (1976)
- De camino al concierto (1984)
- Tlacaélel. El poder detrás del trono (1985)
- Una flor para tu sueño. Felipe Carrillo Puerto (2000)

### Poesía
- Trece cielos (1970)
- Temps en Paroles (1960-1983) (1985)
- Homenaje a Remedios Varo (1993)

### Ensayo
- Tres conceptos de la crítica teatral (1962)
- Perfil y muestra del teatro de la revolución mexicana (1993)

### Cuento
- Cuentos arcaicos para el año 3000 (1972)
- Proceso a Faubritten (1976)

### Novela
- La cripta del espejo (1988)

### Biografía
- La utopía de María (2003)

## Reconocimientos
- 1968: Premio Olímpico, por Trece cielos
- 1969: Premio León Felipe, por escritos luego reunidos en Cuentos arcaicos para el año 3000
- 1971: Premio Nacional de dramaturgia Juan Ruiz de Alarcón, por El Pulpo, tragedia de los hermanos Kennedy
- 1975: Medalla Smetana del Ministerio de Cultura de la República Socialista Checa
- 1989: Premio César (The Panamerican Theatrical Association), por De camino al concierto
- 1991: Premio Letras de Oro en Poesía (Fundación España, Centro Norte–Sur de la Universidad de Miami), por Homenaje a Remedios Varo
- 1998: Distinguished Researcher Award of the College of Arts and Sciences de la Universidad de Florida Central